# Vorstengraf (Wijchen)
Het Vorstengraf in Wijchen werd in 1897 op de Wezelseberg aangetroffen tijdens graafwerkzaamheden.
De crematieresten bevatten een bronzen bijl, de resten van een verbogen zwaard, een hengsel en wat resten van een geribde situla, paardenbitten, wagenbeslag en vier versierde wieldoppen.)